# Erigone dentipalpis
Erigone dentipalpis là một loài nhện trong họ Linyphiidae. Chúng được Wider miêu tả năm 1834.

## Phân loài
- Erigone dentipalpis syriaca Octavius Pickard-Cambridge, 1872